# José Antonio Cheibub
José Antônio Borges Cheibub ou José Antonio Cheibub dans sa forme la plus courante est un politologue brésilien et américain, né le 2 mai 1960 au Brésil. Spécialiste de la politique comparée, il est connu principalement pour son apport sur la stabilité démocratique des systèmes présidentiels et parlementaires.

## Biographie
Cheibub nait au Brésil le 2 mai 1960. Dès son plus jeune âge, il se dédit au monde académique et dit plus tard qu'il n'a jamais été employé hors du milieu académique. En 1982, il obtient un baccalauréat de l'université fédérale Fluminense. Trois ans plus tard, il obtient une maitrise à l'Institut universitaire de Pesquisas. En prévision de son doctorat, il émigre aux États-Unis. Comme doctorant, il gradue de l'université de Chicago en 1994 avec la dissertation Political Regimes, Taxation and Economic Growth: A Comparative Analysis.
Après ses études, il prend un poste de professeur à l'université de Pennsylvanie comme Assistant professor où il reste de juillet 1995 à juin 2000. À cette date, il passe à l'université Yale entre juillet 2000 et juin 2006 d'abord comme Assistant professor avant d'être promu Associate professor. Il passe ensuite 10 ans à l'université de l'Illinois à Urbana-Champaign où il accède au titre de professor en 2009. Il passe alors à l'université A&M du Texas,.
Il a participé comme consultant à l'élaboration d'une constitution proposée au Chili, ainsi qu'à celle du Kenya et du Soudan du Sud. En date de septembre 2023, il est le 25e auteur le plus cité dans la discipline de la politique comparée sur Google Scholar.

## Travaux
Cheibub est particulièrement connu dans le domaine de la démocratisation comparée. Son ouvrage le plus connu, Democracy and Development: Political Institutions and Well-Being in the World, 1950-1990, écrit en collaboration avec Adam Przeworski, Michael E. Alvarez et Fernando Limongi, va à l'encontre des hypothèses de Juan Linz qui décrit les régimes présidentiels comme plus à risque de dérives autoritaires. Dans un ouvrage subséquent, Presidentialism, Parliamentarism, and Democracy, Cheibub met de l'avant le rôle du passé autoritaire d'un pays comme facteur important dans l'échec d'un régime démocratique. Il discute également du rôle des gouvernements minoritaires, du partage des pouvoir et la discipline de parti.

## Vie personnelle
Cheibub est marié. Il rencontre sa femme alors qu'il étudie à l'université de Chicago. En plus de la nationalité brésilienne qu'il a de naissance, il est également citoyen américain.